# 新鎮 (喬治亞州)
新鎮（英語：New Town）是位於美國喬治亞州戈登縣的一個非建制地區。該地的面積和人口皆未知。

## 地理
新鎮的座標為34°31′50″N 84°54′21″W / 34.53056°N 84.90583°W，而該地的平均海拔高度為204米（即669英尺）。